# Fabienne Meyer
Fabienne Meyer (* 28. November 1981 in Langenthal, Bern) ist eine ehemalige Schweizer Bobsportlerin.

## Werdegang
Fabienne Meyer bestritt ihr erstes Weltcup-Rennen im Januar 2005 in Cesana. In der folgenden Saison gelang ihr in Altenberg mit dem sechsten Rang ihre erste Platzierung unter den Top 10.
In den Saisons 2006/07 und 2007/08 ging Meyer im Bob-Europacup an den Start. 2008 wurde sie in Igls mit ihrer Anschieberin Marina Gilardoni Juniorenweltmeisterin. Ab der Saison 2008/09 kehrte sie in den Weltcup zurück und konnte sich regelmässig unter den besten 15 platzieren. Bei den Olympischen Spielen 2010 in Vancouver belegte sie gemeinsam mit Hanne Schenk den zehnten Rang.
Im Januar 2011 erreichte Meyer mit Rang drei in Igls erstmals einen Weltcup-Podestplatz. In der Saison 2011/12 beendete sie alle acht Saisonrennen unter den besten acht Fahrerinnen und belegte im Gesamt-Weltcup den vierten Rang. Bei der Europameisterschaft 2012 in Altenberg gewannen Meyer und Hanne Schenk Bronze. Bei den Weltmeisterschaften 2012 in Lake Placid erreichte Meyer mit Schenk Platz sechs und 2013 in St. Moritz mit der Mannschaft Schweiz I den fünften Rang.
Im Dezember 2013 gewann Meyer bei der achten Teilnahme ihren einzigen Titel bei Schweizer Meisterschaften. Zudem konnte sie in der Weltcup-Saison 2013/14 im letzten Rennen in Igls mit Anschieberin Tanja Mayer ihren einzigen Weltcup-Sieg erzielen und wurde gleichzeitig Europameisterin. Nach Platz acht mit Tanja Mayer bei den Olympischen Spielen 2014 von Sotschi erklärte sie ihren Rücktritt.

## Erfolge

### Weltcupsiege
Zweierbob Damen
| Nr. | Datum         | Ort       | Bahn                                  |
| --- | ------------- | --------- | ------------------------------------- |
| 1.  | 26. Jan. 2014 | Königssee | Kombinierte Kunsteisbahn am Königssee |